# Novo Selo (Prizren)
Pour les articles homonymes, voir Novo Selo.
Novosellë en albanais et Novo Selo en serbe latin (en serbe cyrillique : Ново Село) est une localité du Kosovo située dans la commune/municipalité de Prizren et dans le district de Prizren/Prizren. Selon le recensement kosovar de 2011, elle compte 309 habitants.

## Démographie

### Évolution historique de la population dans la localité
| 1948 | 1953 | 1961 | 1971 | 1981 | 1991 | 2011 |
| ---- | ---- | ---- | ---- | ---- | ---- | ---- |
| 315  | 316  | 395  | 422  | 386  | 394  | 309  |

|  |

### Répartition de la population par nationalités (2011)
En 2011, les Bosniaques représentaient 78,64 % de la population et les Albanais 5,50 %.